# Lago Kleiner Pälitz
El lago Kleiner Pälitz (en alemán: Kleiner Pälitzsee) es un lago situado en el distrito de Llanura Lacustre Mecklemburguesa, en el estado de Mecklemburgo-Pomerania Occidental (Alemania), a una altitud de 56.1 metros; tiene un área de 201 hectáreas.
Se encuentra ubicado junto a la frontera del estado de Brandeburgo.